# Szavannabivaly
A szavannabivaly (Syncerus caffer caffer) az emlősök (Mammalia) osztályának párosujjú patások (Artiodactyla) rendjébe, ezen belül a tülkösszarvúak (Bovidae) családjába és a tulokformák (Bovinae) alcsaládjába tartozó kafferbivaly (Syncerus caffer) egyik alfaja.

## Előfordulása
A szavannabivaly Afrikában a Szaharától délre fekvő tágas szavannák lakója. Eme kontinens keleti és déli térségeit népesíti be.

## Megjelenése
Az állat testhossza 170-340 centiméter, farokhossza 70-110 cm, marmagassága 100-170 cm, testtömege 300-900 kilogramm. A bikák nehezebbek a nőstényeknél. A szavannabivaly bika erőteljes felépítésű. Színe fekete, erős szarvai széles ívben lefelé, a végükön pedig fölfelé hajlanak. Nagy fülét részben eltakarja a szarva.

## Életmódja

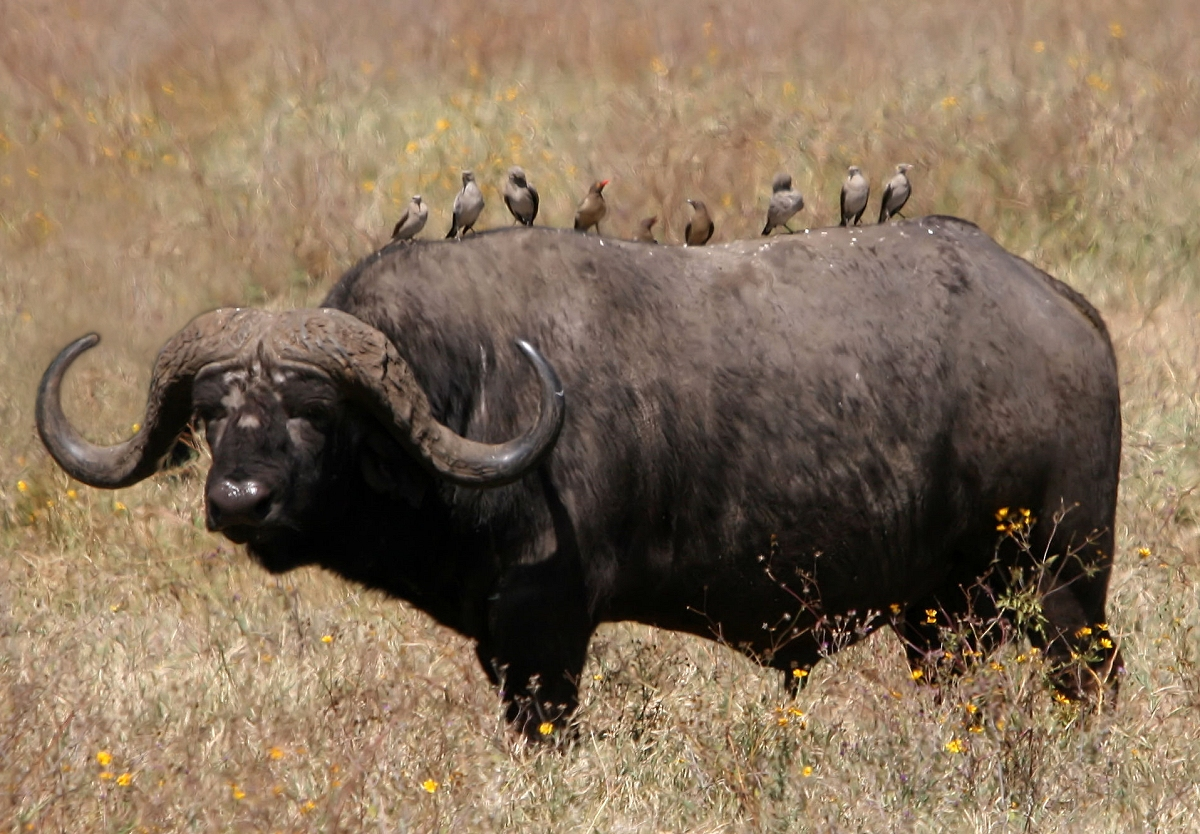
Szavannabivaly a Ngorongoro-kráterben, (Tanzánia), a hátán vöröscsőrű nyűvágók csapatával

A bivaly társas, több száz állatból álló csordákba tömörül. A nagyobb csordák általában felnőtt tehenekből és kétévesnél fiatalabb borjakból állnak. A tehénborjak eddig az életkorig maradnak szorosan anyjuk mellett. A bikaborjak kevésbé „anyásak”, de azért anyjuk látótávolságán belül maradnak. Három- és négyéves koruk között a bikák gyakran kisebb csapatokba verődnek. A bivaly szívesen hagyja magán a vöröscsőrű nyűvágót (Buphagus erythrorhynchus), hogy az megtisztítsa az élősködőktől. Tápláléka fűfélék, lágy szárú növények; cserjék és fák levelei. A vadonban körülbelül 16 évig, fogságban 20 évig él.

## Szaporodása
Az ivarérettséget a bika 5, a tehén 3-4 éves kortól éri el. A párzási időszak térségenként különböző, általában az esős évszakban van. A vemhesség 340 napig tart, ennek végén 1, néha 2 borjú születik. Az elválasztás 6 hónap után következik be.